# Odsek za inteligentne sisteme
Odsek za inteligentne sisteme je eden izmed odsekov elektronike in informacijskih tehnologij na Institutu »Jožef Stefan«.
Glavna naloga odseka je razvoj novih metod in tehnologij za inteligentne računalniške sisteme, ki so uporabni v informacijski družbi, računalniških znanostih in informatiki ter računalniških omrežjih.
Področja dela na odseku:
- umetna inteligenca v medicini,
- ambientalna inteligenca,
- računska inteligenca,
- agentni sistemi,
- jezikovne tehnologije,
- strojno učenje

Kompetence odseka obsegajo široko področje umetne inteligence, kar omogoča sodelovanje pri pripravi in reševanju zahtevnih raziskovalnih in aplikativnih projektov.

## Nagrade
- zmaga na vsakoletnem tekmovanju v prepoznavanju aktivnosti EvAAL (2013) [1]
- srebrna nagrada na Slovenskem forumu inovacij (2011) [2]
- nagrada TARAS na Industrijskem forumu inovacij (2011)